# 시온산
시온산(Mt. Zion)은 예루살렘 성전의 시온문(다윗의 문) 밖에 위치한 산이다. 이곳은 제2성전 시대의 예루살렘 위쪽의 도시 남단에 해당하는 지역으로 구약성서에 이 지명이 자주 언급되고 있으며, 유대인에게도 예루살렘이나 성지를 일컫는 단어이기도 하다. 시온산에는 다윗 왕의 무덤, 최후의 만찬 장소, 마가의 다락방, 베드로 통곡교회 등의 유적이 있다.

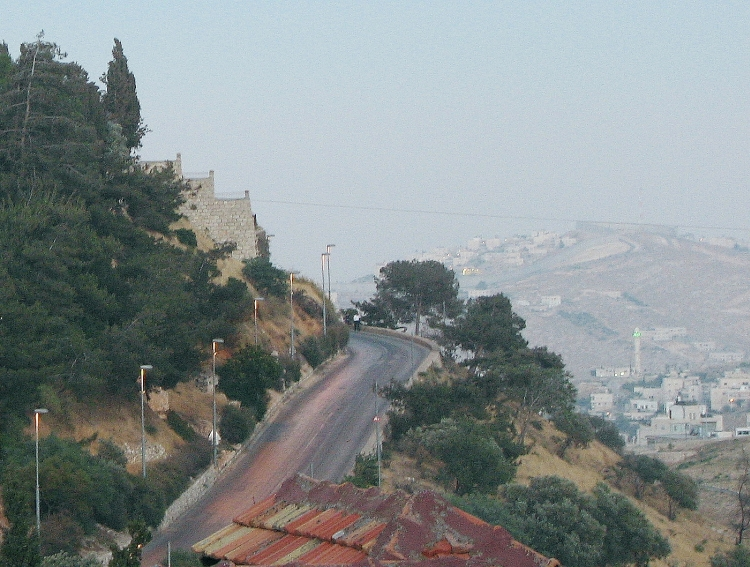
시온산으로 이어지는 교황의 길